# Piateda
Piateda is een gemeente in de Italiaanse provincie Sondrio (regio Lombardije) en telt 2291 inwoners (31-12-2004). De oppervlakte bedraagt 70,9 km², de bevolkingsdichtheid is 33 inwoners per km².

## Demografie
Piateda telt ongeveer 954 huishoudens. Het aantal inwoners daalde in de periode 1991-2001 met 4,3% volgens cijfers uit de tienjaarlijkse volkstellingen van ISTAT.
| Jaar | Inwoneraantal |
| ---- | ------------- |
| 1991 | 2423          |
| 2001 | 2320          |

## Geografie
Piateda grenst aan de volgende gemeenten: Albosaggia, Caiolo, Carona (BG), Faedo Valtellino, Montagna in Valtellina, Poggiridenti, Ponte in Valtellina, Tresivio, Valbondione (BG).